# Enver Yıldırım
Enver Yıldırım (18 de octubre de 1995) es un deportista turco que compite en esgrima, especialista en la modalidad de sable. Ganó tres medallas de bronce en el Campeonato Europeo de Esgrima entre los años 2022 y 2024.

## Palmarés internacional
| Campeonato Europeo | Campeonato Europeo | Campeonato Europeo | Campeonato Europeo |
| Año                | Lugar              | Medalla            | Prueba             |
| ------------------ | ------------------ | ------------------ | ------------------ |
| 2022               | Antalya (Turquía)  | Medalla de bronce  | Sable por equipos  |
| 2023               | Plovdiv (Bulgaria) | Medalla de bronce  | Sable individual   |
| 2024               | Basilea (Suiza)    | Medalla de bronce  | Sable por equipos  |